# Valentina Safronova
Valentina Safronova (em russo:  Валентина Сафронова; 1918 – 1 de Maio de 1943) foi uma oficial de inteligência soviética, envolvida no reconhecimento e sabotagem, até que foi capturada e torturada até à morte pela Gestapo no dia 1 de Maio de 1943. A 8 de Maio de 1965, mais de vinte anos depois da sua morte, ela foi postumamente condecorada com o título de Heroína da União Soviética.